# Bioslurry
Con bioslurry si indica un insieme di tecnologie biologiche per il trattamento di liquidi provenienti da terreni contaminati da agenti inquinanti.  
La tecnica può avvenire sia on site sia off site.

## Meccanismo
La sperimentazione di laboratorio ha messo in campo un notevole numero di ceppi microbici in grado di metabolizzare numerose molecole chimiche polari e/o apolari quali composti alogenati e idrocarburi alifatici e aromatici come PHA, benzene toluene xileni, cresoli, TCE, ecc.
I principali ceppi microbici isolati per la specifica attività catabolica sono i seguenti: Hypomicrobium spp., Pseudomonas DM1, Arthrobacter HA1, Methylobacterium spp. Mycobacterium spp.
In genere i ceppi microbici sono aerobi e/o microaerofili, mentre lo sviluppo di ceppi anaerobici, particolarmente efficaci nei processi di dealogenazione batterica, presentano ancora numerosi problemi di adattamento e sviluppo controllato.
La tecnica bioslurry si basa sul principio che i contaminanti presenti, a differenti livelli di solubità, nelle frazioni liquide vengono trattati in appositi bioreattori nei quali vengono monitorati e controllati tutti i parametri microbiologici quali ossigeno disciolto, pH, nutrienti, ecc. 

## Tipologie di impianti
Le principali tipologie di bioreattori appartengono ai sistemi UAC (Up flow Aerated Column) e RBC (Rotative Disc Biological Contactor). 

### Sistemi UAC
I sistemi UAC prevedono il trattamento della fase liquida all'interno di un reattore nel quale viene insufflata, attraverso appositi sparger localizzati sulla parte inferiore, una corrente d'aria che consente di ottimizzare il contenuto di ossigeno disciolto (4 –5 ppm) e realizzare favorevoli condizioni di miscelazione e trasferimento di massa tra la fase liquida e quella gassosa.
La biomassa, rappresentata dalle colonie microbiche inoculate, risulta essere sospesa ed in continuo stato di agitazione.
Il rifornimento degli opportuni macronutrienti (azoto, fosforo), micronutrienti e fattori di crescita (vitamine del gruppo B e H) avviene mediante immissione di soluzioni acquose all'interno del reattore.

### Sistemi RBC
I sistemi RBC rappresentano una evoluzione dei reattori in fase liquida in quanto la biomassa viene fatta sviluppare su un supporto spugnoso posizionato sulla superficie di dischi rotanti parzialmente immersi nel liquido in fase di trattamento.
L'accrescimento del biofilm adeso viene garantito dal continuo rifornimento di ossigeno durante la rotazione del disco e dalla presenza di nutrienti organici immessi nella soluzione in corso di trattamento.

## Fasi di intervento
Le principali fasi del processo di bioslurry sono:
- Immissione del liquido nei reattori di trattamento
- Inoculo degli starter batterici nel reattore con regolazione dei sistemi di controllo del pH ed immissione di nutrienti
- Azione biologica di degradazione delle sostanze disciolte nel refluo
- Rimozione della frazione trattata e inizio di un nuovo ciclo di trattamento

Nella pratica, la rimozione delle frazioni inquinanti disciolte dipende, in gran parte, dalla complessità della struttura molecolare del composto e dal grado di efficienza fisiologica dei ceppi utilizzati per l'azione catabolica.
Riguardo al primo punto è dimostrato come la maggiore azione catalitica avviene sui composti organici alifatici, mentre i composti a struttura aromatica e la presenza di gruppi alogeni risulta essere meno aggredibile da partner dei sistemi enzimatici dei microrganismi.
Esperienze di trattamento di acque contaminate da composti quali fenolo, naftalene, fluorantene, tricloroetilene hanno permesso di rilevare su impianti RBC efficienze di rimozione dei composti pari al 95%, 99%, 98.8% e 91% .

## Applicazioni
La tecnologia di bioslurry si applica nei casi di contaminazione del suolo e delle acque di falda da parte di idrocarburi (inquinamento localizzato) e pesticidi (inquinamento diffuso), composti di sintesi dell'industria del legno, lavanderie industriali, industrie della plastica. 
La durata del trattamento di bioslurry di idrocarburi alifatici varia generalmente da 0.5 – 1 mese mentre la biodegradazione di composti aromatici e alogenuri può richiedere tempi sensibilmente più lunghi. 